# Бармашов, Константин Андреевич
Константин Андреевич Бармашов — советский хозяйственный, государственный и политический деятель.

## Биография
Родился в 1893 году в Николаеве. Член КПСС с 1925 года.
С 1907 года — на хозяйственной, общественной и политической работе. В 1907—1946 гг. — разборщик-наборщик типографии, чернорабочий сборщик завода «Руссуд», рядовой, старший унтер-офицер на Юго-Западном фронте, командир отряда красной гвардии, наборщик типографии «Путь социал-демократа», рядовой, командир взвода в частях 45 стрелковой дивизии, наборщик, секретарь парткома, председатель завкома гостипографии им. Ленина, председатель цехового профсоюзного комитета, член правления ЗРК, помощник начальника ТЭЦ Харьковского тракторного завода, председатель парткома строительства Семипалатинского мясокомбината, председатель Семипалатинского горисполкома, председатель Джамбулского горисполкома.
Избирался депутатом Верховного Совета СССР 1-го созыва.